# Első Malan-kormány
Az első Malan-kormány 1948. május 26. és 1953. április 15. között volt hatalmon Dél-Afrikában. Mivel a Nemzeti Pártnak nem sikerült abszolút többséget szereznie az 1948-as dél-afrikai általános választáson, koalícióra lépett az Afrikáner Párttal, amellyel együtt elég mandátuma volt a többségi kormányalakításhoz.

## Felépítése
| Poszt | Poszt                                             | Miniszter        | Terminus        | Terminus          | Párt |
| Poszt | Poszt                                             | Miniszter        | Kezdete         | Vége              | Párt |
| ----- | ------------------------------------------------- | ---------------- | --------------- | ----------------- | ---- |
|       | Miniszterelnök                                    | D. F. Malan      | 1948. május 26. | 1953. április 15. | NP   |
|       | Belügyminiszter                                   | T. E. Dönges     | 1948. május 26. | 1953. április 15. | NP   |
|       | Pénzügyminiszter                                  | N. C. Havenga    | 1948. május 26. | 1953. április 15. | NP   |
|       | Pénzügyminiszter                                  | N. C. Havenga    | 1948. május 26. | 1953. április 15. | AP   |
|       | Munkaügyi miniszter                               | Ben Schoeman     | 1948. május 26. | 1953. április 15. | NP   |
|       | Erdészeti miniszter                               | F. C. Erasmus    | 1956            | 1953. április 15. | NP   |
|       | Erdészeti miniszter                               | S. P. le Roux    | 1948. május 26. | 1949              | NP   |
|       | Külügyminiszter                                   | D. F. Malan      | 1948. május 26. | 1953. április 15. | NP   |
|       | Gazdasági miniszter                               | E. H. Louw       | 1948. május 26. | 1953. április 15. | NP   |
|       | Egészségügyi miniszter                            | . Karl Bremer    | 1951            | 1953              | NP   |
|       | Egészségügyi miniszter                            | A. J. Stals      | 1948. május 26. | 1951              | NP   |
|       | Igazságügyi miniszter                             | C. R. Swart      | 1948. május 26. | 1953. április 15. | NP   |
|       | Agrárminiszter                                    | S. P. le Roux    | 1948. május 26. | 1953. április 15. | NP   |
|       | Földművelési és öntözési miniszter                | Hans Strijdom    | 1948. május 26. | 1953. április 15. | NP   |
|       | Bányaügyi miniszter                               | J. H. Viljoen    | 1950            | 1953              | NP   |
|       | Bányaügyi miniszter                               | E. H. Louw       | 1948. május 26. | 1949              | NP   |
|       | Bennszülöttügyi miniszter                         | Hendrik Verwoerd | 1950            | 1953. április 15. | NP   |
|       | Bennszülöttügyi miniszter                         | E. G. Jansen     | 1948. május 26. | 1950              | NP   |
|       | Oktatásügyi, kulturális és tudományügyi miniszter | J. H. Viljoen    | 1950            | 1953. április 15. | NP   |
|       | Oktatásügyi, kulturális és tudományügyi miniszter | C. R. Swart      | 1949            | 1950              | NP   |
|       | Közmunkaügyi miniszter                            | Ben Schoeman     | 1948. május 26. | 1953. április 15. | NP   |
|       | Telegráf- és postaügyi miniszter                  | Tom Naudé        | 1950            | 1953. április 15. | NP   |
|       | Telegráf- és postaügyi miniszter                  | F. C. Erasmus    | 1948. május 26. | 1950              | NP   |
|       | Védelmi miniszter                                 | F. C. Erasmus    | 1948. május 26. | 1953. április 15. | NP   |
|       | Közlekedési miniszter                             | Paul Sauer       | 1948. május 26. | 1953. április 15. | NP   |